# La Roquette-sur-Var
La Roquette-sur-Var (in italiano, desueto, Rocchetta del Varo) è un comune francese di 955 abitanti situato nel dipartimento delle Alpi Marittime della regione della Provenza-Alpi-Costa Azzurra.

## Società

### Evoluzione demografica
Abitanti censiti